# Frederico Bracher Jr.
Frederico Bracher Jr., também conhecido como F. Bracher Jr., (Rio de Janeiro 1920 - Belo Horizonte 1984) foi um importante e premiado artista plástico brasileiro. Foi pintor, escultor, gravador, ceramista, violinista, luthier, professor de pintura e de violino.

## Carreira
Frederico Bracher Jr. começa a manifestar seu talento e inclinação para artes com apenas cinco anos de idade. Em 1931 inicia seus estudos de pintura com Amilcar Agretti, e de violino, primeiramente com seu pai, Frederico Bracher, e posteriormente com Luiz Strambi. Sua pintura, durante toda sua carreira, é realizada dentro do modelo de pintura do realismo e do impressionismo. Com apenas dezoito anos, em 1938, ganha o primeiro prêmio do Salão Mineiro. Em 1939 inaugura na cidade Montes Claros sua primeira escola de artes para o ensino de pintura e música e até 1953 abre mais duas escolas, em Juiz de Fora e em Belo Horizonte. A partir de 1935 realiza várias exposições individuais no Automóvel Clube de Montes Claros, Minas Gerais e no de Belo Horizonte. Funda com outros músicos a Orquestra Filarmônica de Juiz de Fora, onde atua como diretor e músico, por volta de 1948. Cria a Associação dos Artistas Plásticos de Minas Gerais, primeiro órgão da classe do estado, do qual é presidente. Em 1980 realiza no Palácio das Artes de Belo Horizonte uma retrospectiva em comemoração aos seus 50 anos de vida artística. Em 1975 faz uma exposição em Tóquio (Japão). Em 1986, dois anos após sua morte, o Museu Nacional de Belas Artes do Rio de Janeiro realiza uma ampla retrospectiva da sua obra, numa mostra que segue para o Museu de Arte de São Paulo (MASP), o Palácio das Artes de Belo Horizonte, o Centro Cultural Pró-Música em Juiz de Fora MG, o Museu de Arte Contemporânea de Curitiba, a Fundação Cultural do Distrito Federal, encerrando em agosto de 1986 no Centro Cultural Hermes de Montes Claros.

## Vida pessoal
F. Bracher Jr., filho mais novo do tipógrafo e violinista Frederico Bracher e de Amanda Reussneur von Zittau, sempre teve contato com o universo artístico por meio de seu pai Frederico Bracher. Alguns de seus irmãos enveredaram também para o mundo da artes como Elvira Bracher (conhecida pelo nome artístico Léa Delba) cantora e atriz da TV Itacolomi e a pianista e cantora lírica Eugênia Bracher Lobo. Em 1946, Frederico Bracher Jr. casa-se com Lélia Lenz, com quem tem quatro filhos: Amarilis, Amíriam, Alexandre e Alcione, dos quais os três primeiros tornam-se artistas plásticos. Frederico Bracher é tio de outros artistas plásticos como Lótus Lobo, Carlos Bracher e Nívea Bracher.

## Críticas
"F. Bracher Jr., o artista, foi, e continua sendo, um grande artista cujo quilate se iguala, ou supera, aos grandes vultos das artes internacionais, mundialmente conhecidos. Seu nome já ultrapassou as fronteiras do Brasil. (...)Todavia muito simples foi a sua vida terrena, mas seus trabalhos revelam a grandeza de sua alma." Aluízio Siqueira
"Seus quadros (F. Bracher Júnior) são mensagem de beleza imperecível, a Arte que fixa a realidade, em cores que cantam sinfonia ao infinito." Geralda Armond Marques (Ex-diretora do Museu Mariano Procópio)
"Como ser humano e pintor, Frederico Bracher foi sempre - e acima de tudo - fiel a si mesmo. Dono de técnica apurada, segura, acadêmico por formação e convicção, sua pintura inequivocamente reflete aquelas tendências românticas e realistas tão comuns a quem, como ele, buscava o belo eterno e a forma ideal. A atual exposição não deixa de ser um tributo à memória de um artista que, com muita honestidade e sinceridade, consagrou toda sua vida à atividade criadora em suas várias formas."
Alcidio Mafra Souza.
"Frederico Bracher Jr. fez das telas e da vida uma arte. Como ser humano foi um homem generoso, idealista, buscando a união dos artistas plásticos em torno de uma causa comum: a valorização profissional, através do primeiro órgão de classe que tivemos em nosso Estado - Associação dos Artistas Plásticos de Minas Gerais, da qual foi fundador benemérito e presidente. A busca do Belo, absoluto e eterno, o mesmo para toda a humanidade em todas as épocas, que está no espírito do homem e não na natureza imperfeita, foi seu ideal na arte. Esta digressão torna-se necessária para entender a permanência da obra de Bracher Jr. no contexto artístico atual, pois ao longo de sua carreira não renovou seu estilo nem pretendeu conquistar novas formas para a pintura. Nem por isso deixou de trazer uma forte contribuição pessoal e de relevante importância para o desenvolvimento da gama expressiva da arte mineira. Desenvolveu uma pintura do cotidiano, de temas próximos e situações intimistas, testemunhas da junção de um realismo temático a um tratamento estetizante: o verismo, que lhe permitiu captar a realidade sem preocupação especulativa."
Maria do Carmo Arantes.
"Os Bracher, de Juiz de Fora, constituem uma grande família de artistas plásticos, alguns muitos conhecidos no país, como Carlos e Fani, outros menos, como Celina, Nívea e Décio. O primeiro Bracher-pintor, Frederico Jr. era, ademais de desenhista e escultor, também compositor e violinista. Acadêmico convicto, assim permaneceu ao longo de sua existência. Porém, como observou o crítico mineiro Márcio Sampaio, sua obra 'está impregnada de profundo sentimento de humanidade e respeito à natureza'".
Frederico Morais.
"Frederico foi um Ser coerente. Arte, para ele, não era uma questão de subserviência aos modismos de seu tempo, mas uma ato de Vontade e de Fé. Bastava-lhe -tão somente- Desvendar mistérios do cotidiano. Sentia, como ninguém, o frescor da casca de laranja ferida pela faca, o gosto da água de coco contida pelo cristal, nuances de damas-do-baile, marmelos em aura-de-mel. Mestre no ofício das naturezas mortas, usava o pincel como espada, ao revelar a lágrima da melancia, qual novo Eckout. Com destreza de pianista suas mãos deslizavam sobre as tintas sem precisar sequer olhar para a paleta. Tinha a segurança de quem sabia o toque exato do brilho, da aspereza, da transparência, texturas e sutilezas dos bordados de tia Lélia, com requintes de um La tour. Entre a volúpia de contemplar o Mar e desbravar as matas, passava do momento fluido de impressionismo à permanência do eterno, como neste retrato de sua Mãe. Nada escapava de seu olhar arguto, ao recriar crepúsculos ou autoretratar-se como um Rembrandt das Gerais. Décio Bracher"